# 黄思恬
黃思恬（英語：Carrie Wong，1994年1月1日—），新加坡当红影視女演員，是新傳媒私人有限公司旗下經紀合約女藝人。2013年畢業於南洋理工學院。

## 经历

### 2013年至2015年
2013年，黃思恬參加新傳媒U頻道的《校園美魔王》並獲得了亞軍。隔年，她參演了《衝鋒!》、《逆潮》、《信約：動盪的年代》以及長壽劇《118》。她在《信約：動蕩的年代》飾演的糖水妹深受許多觀衆的喜愛與肯定。2015年，她凴《信約：動蕩的年代》糖水妹入圍女配角。她也在紅星大獎入圍新人獎以及獲十大最受歡迎女藝人獎。同年，她參與了時裝劇《吻我吧，住家男》擔任第二女主角以及長壽劇《人生無所畏》。

### 2016年至2017年
2016年，黃思恬參演了家庭劇《家有一保》。她在紅星大獎凴《118》張可愛入圍女配角和獲十大最受歡迎女藝人獎。同年，她參演了《來自水星的男人》、《118 II》以及《你也可以是天使2》。她爲了《來自水星的男人》王凱欣一角剪了短髮，并于年尾客串重頭劇《大英雄》Alexia一角。
2017年，她參演了《夢想程式》以及《知星人》。她也在此年的紅星大獎奪得了她的第三座十大最受歡迎女藝人獎。

### == 2018年至2022年
==2018年，她積極參與了Toggle的多部作品。分別有《流氓經紀》、《維多利亞的模力》擔任第一女主角以及《加文納橋的約定》擔任單元女主角。同年2月前往臺灣上演藝課程，6月返新參演《你也可以是天使3》擔任三大女主角之一。她凴《知星人》陳鳳嬌一角入圍最佳女主角，荣獲十大最受歡迎女藝人。
2019年，分别参演《下一站，遇見》及《我的萬裏挑一》。这兩部劇是她入行5年首次在9點檔戲劇擔任第一女主角。同年，她凴Toggle原創劇《維多利亞的模力》詹于柔一角入圍紅星大獎最佳女主角。
2020年，主演新加坡古装穿越电视剧《我的女侠罗明依》。2021年以《我的女侠罗明依》，提名第26届红星大奖2021的最佳女主角。她也在此年的紅星大獎榮獲了她的第五座十大最受歡迎女藝人獎。2022年提名第27届红星大奖2022 中获得十大最受欢迎女藝人獎。

### == 2023年至今
2023年提名第28届红星大奖2023里获得十大最受欢迎女藝人与红星大奖2024年里在度获得十大最受欢迎女藝人2025年终于获得最后一座十大最受欢迎女藝人奖。

## 電視演出

### 新传媒5频道
- 2014年：Spouse for House [1]

### 新传媒8/U频道
| 首播   | 劇名             | 角色           | 性質           |
| 2014年 | 衝鋒！           | 李思琪         | 女配角         |
| 2014年 | 逆潮             | 狄瑤           | 女配角         |
| 2014年 | 逆潮             | Scarlet        | 女配角         |
| 2014年 | 信約：動盪的年代 | 白蘭香(糖水妹) | 女配角         |
| 2014年 | 118              | 張可愛         | 女配角         |
| 2015年 | 音為愛           | Eve            | 第一女主角     |
| 2015年 | 吻我吧，住家男   | 田珍珍         | 第二女主角     |
| 2015年 | 人生無所畏       | 白梅桂         | 女配角         |
| 2016年 | 家有一保         | Elena          | 第二女主角     |
| 2016年 | 來自水星的男人   | 王凱欣         | 三大女主角之一 |
| 2016年 | 你也可以是天使2  | 金思彦         | 三大女主角之一 |
| 2016年 | 118 II           | 張可愛         | 女配角         |
| 2016年 | 大英雄           | Alexia         | 客串           |
| 2017年 | 夢想程式         | 方如           | 兩大女主角之一 |
| 2017年 | 我的知星女友     | 陳鳳嬌         | 客串           |
| 2017年 | 知星人           | 陳鳳嬌         | 兩大女主角之一 |
| 2017年 | 知星人           | 黃老師         | 特別演出       |
| 2018年 | 118大團圓        | 張可愛         | 客串           |
| 2018年 | 流氓經紀         | Suzy Ong       | 第一女主角     |
| 2018年 | 維多利亞的模力   | 厲勝男         | 第一女主角     |
| 2018年 | 維多利亞的模力   | 詹予柔         | 第一女主角     |
| 2018年 | 加文納橋的約定   | 許佩珍         | 单元女主角     |
| 2018年 | 你也可以是天使3  | 金思彦         | 三大女主角之一 |
| 2019年 | 下一站，遇見     | 林晨曦         | 第一女主角     |
| 2019年 | 流氓經紀 II      | Suzy Ong       | 客串           |
| 2019年 | 我的萬裏挑一     | 严书彧         | 第一女主角     |
| 2019年 | 都市狂想         | 陈思璇         | 单元女主角     |
| 2020年 | 我的女侠罗明依   | 罗明依         | 第一女主角     |
| 2020年 | 味之道           | 周敏明         | 三大女主角之一 |
| 2021年 | 人心鑒定師       | 程以诚         | 第一女主角     |
| 2022年 | 灵医             | 洪婕珊         | 客串           |
| 2022年 | 快跑吧, 丽娇     | 黄丽娇 Megan   | 三大女主角之一 |
| 2022年 | 灵探             | 洪婕珊         | 两大女主角之一 |
| 2023年 | SHERO            | 张尹夕         | 两大女主角之一 |
| 2024年 | 爱不虚拟         | 林思雨         | 第一女主角     |
| 待播   | 命运使者         |                | 两大女主角之一 |

### 综艺节目
| 首播   | 节目名     | 备注 |
| 2025年 | 艺起耍大牌 |      |

## 獎項

### 演技獎項
| 年份   | 頒獎典禮             | 獎項               | 劇集                 | 角色             | 結果 |
| ------ | -------------------- | ------------------ | -------------------- | ---------------- | ---- |
| 2013   | 校园美魔王           | 亚军               | 不適用               | 不適用           | 獲獎 |
| 2015   | 第21屆 紅星大獎2015  | 最佳新人奖         | 不適用               | 不適用           | 提名 |
| 2015   | 第21屆 紅星大獎2015  | 最佳女配角         | 《信約：動盪的年代》 | 白蘭香（糖水妹） | 提名 |
| 2015   | 第21屆 紅星大獎2015  | 最佳美腿奖         | 不適用               | 不適用           | 提名 |
| 2015   | 第21屆 紅星大獎2015  | 十大最受欢迎女艺人 | 不適用               | 不適用           | 獲獎 |
| 2016   | 第22屆 紅星大獎2016  | 最佳女配角         | 《118》              | 張可愛           | 提名 |
| 2016   | 第22屆 紅星大獎2016  | 十大最受欢迎女艺人 | 不適用               | 不適用           | 獲獎 |
| 2016   | 第22屆 紅星大獎2016  | 社交媒体魅力奖     | 不適用               | 不適用           | 獲獎 |
| 2017   | 第23屆 紅星大獎2017  | 十大最受欢迎女艺人 | 不適用               | 不適用           | 獲獎 |
| 2018   | 第24屆 紅星大獎2018  | 最佳女主角         | 《知星人》           | 陈凤娇           | 提名 |
| 2018   | 第24屆 紅星大獎2018  | 十大最受欢迎女艺人 | 不適用               | 不適用           | 獲獎 |
| 2018   | 第24屆 紅星大獎2018  | 媒体票选视后       | 《知星人》           | 陈凤娇           | 提名 |
| 2019   | 第25屆 紅星大獎2019  | 最佳女主角         | 《维多利亚的模力》   | 詹予柔           | 提名 |
| 2019   | 第25屆 紅星大獎2019  | 十大最受欢迎女艺人 | 不適用               | 不適用           | 獲獎 |
| 2021   | 第26届 红星大奖2021  | 最佳女主角         | 《我的女侠罗明依》   | 罗明依           | 提名 |
| 2021   | 第26届 红星大奖2021  | 十大最受欢迎女艺人 | 不適用               | 不適用           | 獲獎 |
| 2022   | 第27届 红星大奖2022  | 十大最受欢迎女艺人 | 不適用               | 不適用           | 獲獎 |
| 2023   | 第28届 红星大奖2023  | 十大最受欢迎女艺人 | 不適用               | 不適用           | 獲獎 |
| 2024   | 第29届 红星大奖2024  | BIOSKIN 魅力四射奖 | 不適用               | 不適用           | 提名 |
| 2024   | 第29届 红星大奖2024  | 十大最受欢迎女艺人 | 不適用               | 不適用           | 獲獎 |
| 2025年 | 2025年纽约电视电影节 | 最佳女演员         | 《爱不虚拟》         | 林思雨           | 提名 |
| 2025年 | 第30届 红星大奖2025  | 十大最受欢迎女艺人 | 不適用               | 不適用           | 獲獎 |
| 2025年 | 第30届 红星大奖2025  | BYD最喜爱女角色    | 《爱不虚拟》         | 林思雨           | 獲獎 |
| 2026年 | 第31届 红星大奖2026  | 红星大奖超级红星   | 不適用               | 不適用           | 獲獎 |

### 選秀獎項
- 2013年：新傳媒U頻道《校園美魔王》亞軍

## 相關新聞
- 新传媒签4女新人 徐彬方展发成抢手货？ （页面存档备份，存于）
- 另类90后黄思恬自爆是金庸迷 最想演赵敏或小龙女
- 黃思恬一心想當打女？ （页面存档备份，存于）

## 外部連結
- 黄思恬的Facebook專頁
- 黄思恬的Instagram帳戶
- 黄思恬在豆瓣上的资料（简体中文）